# Languyan
Languyan is een gemeente in de Filipijnse provincie Tawi-Tawi. Bij de laatste census in 2007 had de gemeente ruim 51 duizend inwoners.

## Geografie

### Bestuurlijke indeling
Languyan is onderverdeeld in de volgende 20 barangays:
| - Adnin - Bakaw-bakaw - Bakong - Bas-bas Proper - BasLikud - Basnunuk - Darussalam - Jakarta - Kalupag - Kiniktal | - Languyan Proper - Marang-marang - Maraning - Parang Pantay - Sikullis - Simalak - Tubig Dakula - Tuhog-tuhog - Tumahubong - Tumbagaan |

## Demografie
Languyan had bij de census van 2007 een inwoneraantal van 51.377 mensen. Dit zijn 9.337 mensen (22,2%) meer dan bij de vorige census van 2000. De gemiddelde jaarlijkse groei komt daarmee uit op 2,81%, hetgeen hoger is dan het landelijk jaarlijks gemiddelde over deze periode (2,04%). Vergeleken met de census van 1995 is het aantal mensen met 18.639 (56,9%) toegenomen.

De bevolkingsdichtheid van Languyan was ten tijde van de laatste census, met 51.377 inwoners op 581,2 km², 56,3 mensen per km².